# Boyne Island
Boyne Island behoort tot de regio Queensland in Australië. Het valt onder het stadsdistrict Gladstone in Queensland. Met een bevolking van ong. 10.000 inwoners, in Boyne Island en Tannum Sands, ligt het bij benadering 550 km ten noorden van Brisbane en ligt op het noordelijke eind van de Groot Barrièrerif.
Gladstone heeft faciliteiten en gemakkelijke verbindingen met korte 20 minuten ritten van Boyne Island tot Tannum Sands. Een brug overbrugt de verbinding met Boyne Island en Tannum Sands. Er is rechts een zeer groot strand met in de nabijheid, menige huizen met een open zicht op zee. Gladstone heeft een subtropisch klimaat wat trouwens eveneens zo is op het Boyne Island en Tannum Sands. Het biedt wel een wonderwel fijn klimaat aan, het gehele jaar door.
Sportduiken en vissen kan men langs de lange riffen en de vele lagunes van de Barramundi punt en Awooga Dam. Het vissersstadje Turkey Beach is het vertrekpunt voor deze evenementen.